# Chassey-lès-Montbozon
Chassey-lès-Montbozon är en kommun i departementet Haute-Saône i regionen Bourgogne-Franche-Comté i östra Frankrike. Kommunen ligger i kantonen Montbozon som tillhör arrondissementet Vesoul. År 2022 hade Chassey-lès-Montbozon 230 invånare.

## Befolkningsutveckling
Antalet invånare i kommunen Chassey-lès-Montbozon
| Referens: INSEE |